# Холл, Шон
Шон Холл (англ. Sean Hall; род. 1982) — австралийский кёрлингист.
Играет в основном на позиции второго.

## Достижения
- Тихоокеанско-азиатский чемпионат по кёрлингу: золото (2006), серебро (2007), бронза (2012).
- Чемпионат Австралии по кёрлингу среди мужчин: золото (2006, 2007, 2008, 2012, 2019), серебро (2022).
- Чемпионат Австралии по кёрлингу среди смешанных команд: золото (2022).

## Команды
| Сезон                          | Четвёртый      | Третий       | Второй       | Первый         | Запасной                                 | Турниры                       |
| ------------------------------ | -------------- | ------------ | ------------ | -------------- | ---------------------------------------- | ----------------------------- |
| 2006—07                        | Иэн Палангио   | Хью Милликин | Шон Холл     | Майк Волощук   | Дэвид Имла тренер: Эрл Моррис (ЧМ)       | ТАЧ 2006 · ЧМ 2007 (10 место) |
| 2007—08                        | Иэн Палангио   | Хью Милликин | Шон Холл     | Стивен Джонс   | Стивен Хьюитт тренер: Эрл Моррис         | ТАЧ 2007 · ЧМ 2008 (6 место)  |
| 2008—09                        | Иэн Палангио   | Хью Милликин | Шон Холл     | Стивен Джонс   | Стивен Хьюитт тренер: Эрл Моррис         | ТАЧ 2008 (5 место)            |
| 2012—13                        | Иэн Палангио   | Хью Милликин | Шон Холл     | Стивен Джонс   | Angus Young тренер: Angus Young          | ТАЧ 2012                      |
| 2019—20                        | Дин Хьюитт     | Шон Холл     | Tanner Davis | Джей Мерчант   | Matthew Millikin тренер: Archie Merchant | ТАЧ 2019 (6 место)            |
| Кёрлинг среди смешанных команд |                |              |              |                |                                          |                               |
| 2022—23                        | Amanda Hlushak | Шон Холл     | Энн Пауэлл   | Хью Милликин   |                                          | ЧАСК 2022                     |
| 2022—23                        | Шон Холл       | Энн Пауэлл   | Хью Милликин | Amanda Hlushak | тренер: Fiona Foley                      | ЧМСК 2022 (14 место)          |

(скипы выделены полужирным шрифтом)